# Teon II.
Teon II. [téon] (grško starogrško Θέωνος: Téonos), grški matematik, filozof in astronom, * okoli 335, (verjetno) Aleksandrija, Egipt, † okoli 405.

## Življenje in delo
Teon je bil Hipatijin oče in ga ne smemo zamenjevati s starejšim Teonom iz Smiren.
Teon je bil zadnji predstojnik aleksandrijske knjižnice v Muzeju (Museion), dokler ga ni leta 391 uničil aleksandrijski patriarh Teofil I. na ukaz vzhodnorimskega cesarja Teodozija I.
Teon je napisal nekaj tolmačev o nekaterih pomembnih grških delih, predvsem o Ptolemejevih Almagestu in »Priročnih tabelah«.
Mogoče je njegov najpomembnejši dosežek izdaja Evklidovih Elementov okoli leta 364. To izdajo so ohranjali vse do leta 1814, oziroma neverjetnih 1450 let.
Kakor zgleda je Teon prvi predstavil teorijo o »trepidaciji ekvinokcijskih točk«, poskusu razlage precesije Zemljine vrtilne osi, ki jo je kasneje še dodelal Tabit ibn Kora, vendar nobena ni pravilno pojasnila pojava.